# Marodörer (1934)
Marodörer är en svensk film från 1934 i regi av Herbert von Hau. I rollerna ses bland andra Frithiof Bjärne, Nils Wahlbom och Gunnar Olsson.

## Om filmen
Inspelningen ägde rum i Stockholm och Stockholms skärgård efter ett manus av Albert Viksten. Fotograf under inspelningen var Harry Hasso och musiken komponerades av Sune Waldimir. Filmen premiärvisades den 1 september 1934 på biograferna Odéon och Imperial i Stockholm.

## Handling
Filmen handlar om spritsmuggling i Stockholms skärgård.

## Rollista
- Frithiof Bjärne – Smugglarkungen Kometen
- Nils Wahlbom – Spiggen
- Gunnar Olsson – Räven
- Per Hagman – Sprången
- Tom Walter – Blinken
- Harald Wehlnor – Buffeln
- Hugo Tranberg – Andersson, murarbas
- Dagmar Thielers – fru Andersson
- Aino Taube – Mona, Anderssons dotter
- Lisskulla Jobs – Karin
- Sigge Fürst – Lars
- Oscar Åberg – Karlsson
- Arthur Fischer – kapten
- Hilding Gavle – styrman
- Inga Hodell – Marion
- Richard Lindström – tullman
- Erik Elmblad – läkare
- Arne Lindblad – poliskommissarie